# وولف ۱۰۶۹
وولف ۱۰۶۹ (انگلیسی: Wolf 1069) یک ستاره کوتوله سرخ است که در فاصله ۳۱٫۲ سال نوری (۹٫۶ پارسک) از منظومه شمسی در صورت فلکی ماکیان قرار دارد. این ستاره با ۱۷ درصد جرم و ۱۸ درصد شعاع خورشید و دمای ۳۱۵۸ کلوین (۲۸۸۵ درجه سانتیگراد؛ ۵۲۲۵ درجه فارنهایت)، دوره چرخش آهسته ۱۵۰ تا ۱۷۰ روزه دارد. این ستاره میزبان یک سیاره فراخورشیدی شناخته شده به نام وولف ۱۰۶۹بی است که احتمالاً می‌تواند خود میزبان یا قادر به حفط حیات باشد.